# Список графів Форкалькьє
У статті подано список графів Форкалькьє (фр. Comtes de Forcalquier).

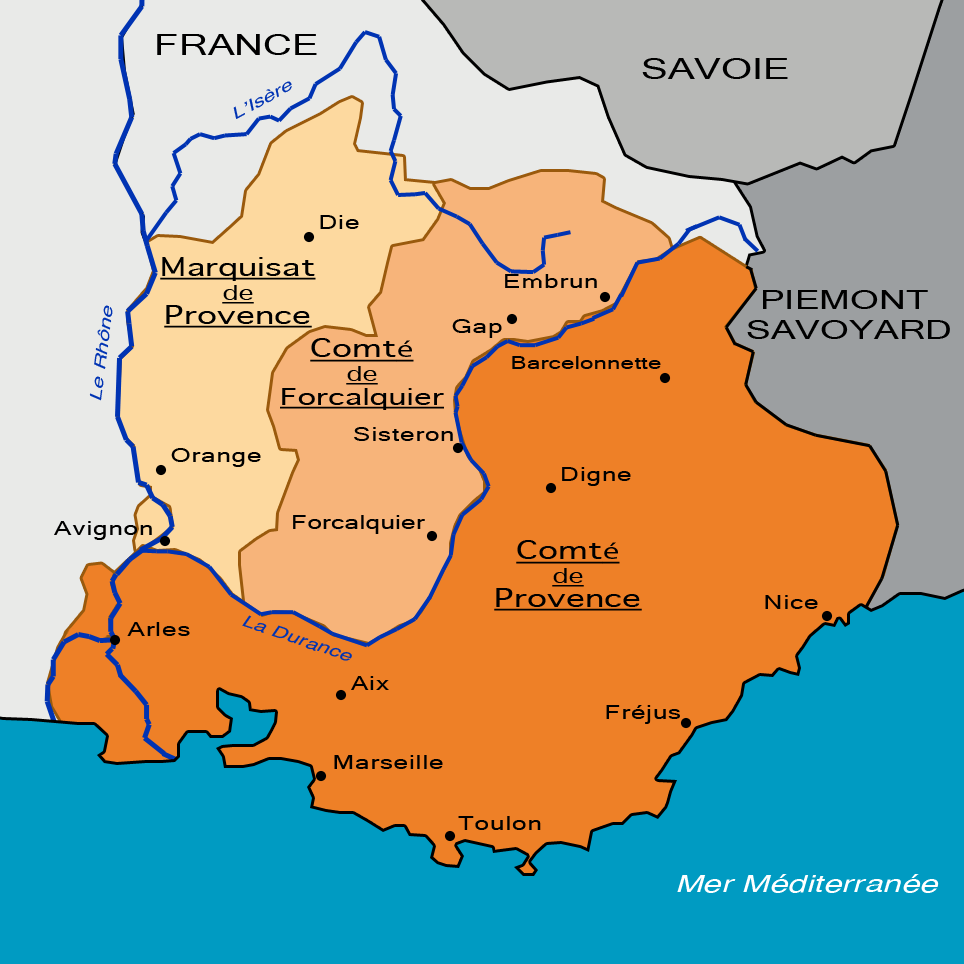
Графство Форкалькьє на мапі Провансу 1125 року

## Прованський дім
- 1019—1051 : Фульк Бертран (помер 1051)
- 1051—1063/1067 : Гільйом V Бертран
- 1051—1065 : Жоффруа II
- 1063/1067—1129 : Аделаїда (померла 1129)

## Уржельський дім
- 1129—1129 : Гільйом III (помер 1129)
- 1129—1149 : Гіг
- 1129—1144 : Бертран I
- 1144—1207 : Бертран II (помер 1207)
- 1144—1209 :  Гільйом IV (помер 1209)

## Дім де Сабран
- 1209—1222 : Гарсенда де Сабран (1180—1242)

Її син, Раймунд Беренгер IV остаточно включив графство Форкалькьє до складу графства Прованс.